# Сергієнко Василь Тимофійович
Васи́ль Тимофі́йович Сергіє́нко (13 (26) квітня 1903 , Вовчанськ, Харківська губернія  — січень 1982 , Київ ) — радянський військовий і політичний діяч. Генерал-лейтенант (09.07.1945). Позбавлений звання (03.01.1955). Нарком внутрішніх справ Української РСР (1941—1943). Член Ревізійної Комісії КП(б)У (1940—1949). Член нелегального ЦК КП(б)У (1942—1943).

## Життєпис
Народився 13 (26) квітня 1903 року в місті Вовчанську Харківської губернії в родині чоботаря-кустаря. У 1913 році закінчив три класи міського приходського училища у Харкові.
У травні 1914 — червні 1915 року — учень друкаря в «Скородруці Малкіна» в Харкові. У червні 1915 — грудні 1916 року — учень різьбяря на картонажній фабриці Казаса в Харкові. У грудні 1916 — вересні 1918 року — учень, підручний слюсаря, фрезерувальник на механічному заводі Когана в Харкові. У вересні 1918 — липні 1919 року — вантажник на станції Харків-товарна.
З липня 1919 по листопад 1922 року наймитував у заможних селян в станиці Ново-Титарівській на Кубані.
У листопаді 1922 — травні 1923 року — чорнороб на станції Харків.
У травні 1923 — листопаді 1924 року — курсант Вищої школи РСЧА в Харкові. У 1924 році вступив до комсомолу.
У листопаді 1924 — лютому 1927 року — купорщик, завідувач магазину спирто-горілчаного заводу в Харкові.
У лютому — липні 1927 року — секретар заводоуправління спирто-горілчаного заводу в місті Маріуполі.
Член ВКП(б) з травня 1927 року.
З липня 1927 року — в органах державної безпеки. У липні 1927 — лютому 1928 року — фельд'єгер ДПУ УСРР. У лютому 1928 — квітні 1929 року — практикант, помічник уповноваженого Секретного відділу ДПУ УСРР.
У квітні 1929 — вересні 1930 року — оперуповноважений Секретно-оперативного відділу Тульчинського окружного відділу ДПУ УСРР; оперуповноважений Секретно-оперативного відділу Лубенського окружного відділу ДПУ УСРР.
У вересні 1930 — лютому 1932 року — уповноважений Секретно-політичного відділу Дніпропетровського оперативного сектора ДПУ УСРР. У лютому 1932 — січні 1933 року — уповноважений Секретно-політичного відділу Дніпропетровського обласного відділу ДПУ УСРР.
У січні 1933 — лютому 1935 року — заступник начальника політичного відділу Красноградської машинно-тракторної станції (МТС) Харківської області по ОДПУ-НКВС.
У лютому 1935 — грудні 1936 року — оперуповноважений Секретно-політичного відділу УДБ НКВС по Харківській області. У грудні 1936 — травні 1937 року — оперуповноважений, помічник начальника 5-го відділення 4-го відділу УДБ НКВС по Харківській області. У травні 1937 — 1 лютого 1938 року — т.в.о. начальника 5-го відділення 4-го відділу УДБ НКВС по Харківській області.
У лютому — грудні 1938 року — помічник начальника 8-го відділення 4-го відділу ГУДБ НКВС СРСР, тво. начальника відділення 4-го відділу 1-го управління НКВС СРСР.
У грудні 1938 — 5 серпня 1939 року — старший слідчий слідчої частини НКВС СРСР. 5 серпня — 4 вересня 1939 року — помічник начальника слідчої частини НКВС СРСР. 4 вересня 1939 — 26 лютого 1940 року — начальник слідчої частини ГУДБ НКВС СРСР.
26 лютого 1940 — 26 лютого 1941 року — начальник Управління НКВС по Львівській області і за сумісництвом — заступник народного комісара внутрішніх справ УРСР.
26 лютого 1941 — 29 липня 1943 року — народний комісар внутрішніх справ УРСР. З червня 1942 по серпень 1943 року — заступник начальника Центрального штабу партизанського руху.
5 жовтня 1943 — 5 липня 1945 року — народний комісар внутрішніх справ Кримської АРСР. 5 липня 1945 — 9 вересня 1946 року — начальник УНКВС-УМВС по Кримській області.
З вересня по грудень 1946 року — в резерві відділу кадрів МВС СРСР.
У 1946—1954 роках — на керівних посадах у системі ГУЛАГу СРСР. 17 грудня 1946 — 25 грудня 1947 року — заступник начальника з табору Управління будівництва № 907 і Виправно-трудового табору МВС.
З грудня 1947 по квітень 1948 року — в резерві відділу кадрів МВС СРСР. 28 лютого 1948 року відряджений як уповноважений МВС СРСР для контролю за роботою з організації Особливого табору № 3 (Дубравлаг).
З 8 квітня 1948 по 14 січня 1952 року — начальник Управління Особливого табору № 3 (Дубравлага). 30 жовтня 1948 року призначений одночасно начальником Темниковського промислового комбінату ГУТАБу СРСР.
30 жовтня 1950 секретаріат ЦК ВКП(б) оголосив Сергієнку догану «за грубість в стосунках з підлеглими, ігнорування політвідділу табору, неправильне сприйняття критики і порушення табірного режиму».
З 14 січня 1952 по 21 травня 1954 року — начальник Управління Піщаного табору МВС СРСР.
21 липня 1954 року звільнений з органів МВС СРСР за «факти дискредитації високого звання генерала».
З серпня 1954 по лютий 1955 року — не працював, проживав у Харкові.
3 січня 1955 року позбавлений звання генерал-лейтенанта як такий, «що дискредитував себе за час роботи в органах… і негідний у зв'язку з цим високого звання генерала».
У лютому 1955 — жовтні 1958 року — механік, начальник автотранспортного цеху заводу «Світло шахтаря» у Харкові.
У жовтні 1958 — лютому 1963 року — начальник автобази № 4 Харківської Ради народного господарства (раднаргоспу).
З лютого 1963 року — на пенсії.
У січні 1982 року помер у місті Києві.

## Звання
- лейтенант держбезпеки (23.02.1936);
- старший лейтенант держбезпеки (5.01.1938);
- майор держбезпеки (4.09.1939);
- старший майор держбезпеки (14.03.1940);
- комісар держбезпеки 3-го рангу (29.08.1941);
- генерал-лейтенант (з 9.07.1945 по 3.01. 1955)

## Нагороди
- орден Леніна (26.04.1940);
- орден Трудового Червоного Прапора (28.11.1941);
- три ордени Червоного Прапора (7.03.1943, 7.07.1944, 10.12.1945);
- орден Кутузова 2 ступеня (24.02.1945);
- орден Червоної Зірки (3.11.1944);
- знак «Заслужений працівник НКВС» (4.02.1942);
- 7 медалей